# Queralt Castellet
Queralt Castellet Ibáñez (* 17. Juni 1989 in Sabadell) ist eine spanische Snowboarderin aus Katalonien. Sie startet hauptsächlich in den Disziplinen Halfpipe und Snowboardcross, tritt aber auch im Big Air und Parallel-Riesenslalom an.

## Werdegang
Castellet stand schon mit sechs Jahren auf dem Snowboard, ist aber auch in anderen Sportarten aktiv, so bestreitet sie Wettkämpfe in rhythmischer Sportgymnastik. Castellet, die von sich sagt, sie wäre am liebsten immer dort, wo es Schnee hat, begann ihre internationale Karriere 2005 mit Europacup- und FIS-Rennen. Am 22. März 2005 wurde sie in La Molina spanische Meisterin im Snowboardcross und schaffte tags darauf den ersten Sieg bei einem FIS-Rennen, ebenfalls im Cross. Bei den Juniorenweltmeisterschaften desselben Jahres konnte sie sich nicht in Szene setzen. Sie gab ihr Weltcupdebüt im September 2005 im chilenischen Valle Nevado – platzierte sich als 42. aber nicht im Vorderfeld – und startet seither regelmäßig im Weltcup. Seit der Saison 2007/2008 konnte sie sich bei jedem ihrer Starts einen Platz unter den besten Zehn erkämpfen. Schon bei der Snowboard-Weltmeisterschaft 2007 hatte sie sich mit Platz zehn in der absoluten Weltspitze etabliert.
Bei den Olympischen Spielen 2006 in Turin belegte die damals Sechzehnjährige Platz 26 im Halfpipe-Wettbewerb. Ebenfalls 2006 gewann sie zwei spanische Meisterschaften, diesmal in der Halfpipe und im Snowboardcross, außerdem gelangen ihr zwei Siege in FIS-Rennen. Seit der Saison 2007 konzentriert sie sich mehr auf die Halfpipe-Konkurrenz und erreichte drei Podiumsplätze im Weltcup. 2008 wurde sie erneut nationale Titelträgerin, diesmal im Big Air. Die Saison 2009 begann für Castellet mit dem zehnten Platz beim Halfpipe-Bewerb in Saas-Fee. Bei den Snowboard-Weltmeisterschaften 2009 in Gangwon belegte sie den sechsten Rang auf der Halfpipe. Bei den Snowboard-Juniorenweltmeisterschaften 2009 in Nagano gewann sie Silber im Halfpipe-Wettbewerb.
In der Saison 2009/10 erreichte Castellet bei der Winter Dew Tour mit einem Sieg und einen dritten Platz den vierten Rang in der Halfpipewertung der Dew Tour. Bei den Olympischen Winterspielen 2010 in Vancouver belegte sie in der Qualifikationsrunde in der Halfpipe Platz 3 und war somit direkt für das Finale qualifiziert. Im Training stürzte sie kurz vor dem Finale, zog sich eine Kopfverletzung zu, konnte somit nicht am Finale teilnehmen und belegte Platz 12. Zum Beginn der Saison 2010/11 errang sie den zweiten Platz auf der Halfpipe bei den Burton New Zealand Open in Cardrona. Es folgten in der Saison ein weiterer Sieg bei der Winter Dew Tour in Breckenridge und ein zweiter Platz bei den Burton European Open in Laax. Im März 2011 holte sie in Arosa ihren ersten Weltcupsieg. Im selben Monat gewann sie auf der Halfpipe die Bronzemedaille bei den Winter X Games Europe 2011 in Tignes. Zum Beginn der folgenden Saison belegte sie den dritten Platz bei den Burton New Zealand Open in Cardrona. Im weiteren Saisonverlauf erreichte sie einen Weltcupsieg in Saas-Fee und einen weiteren Sieg bei den Burton Canadian Open in Calgary. Bei den Snowboard-Weltmeisterschaften 2012 in Oslo gewann sie Silber auf der Halfpipe. Die Saison beendete sie auf den sechsten Rang in der TTR-World-Snowboard-Tour-Gesamtwertung und den zweiten Rang im FIS-Freestyle und Halfpipe-Weltcup.
In der Saison 2012/13 belegte Castellet den zweiten Rang bei den Burton High Fives im Snow Park und bei den Dew Tour - Mountain Championships in Breckenridge. Im FIS-Weltcup erreichte sie in der Saison bei vier Teilnahmen zweimal den dritten Platz. Bei den Snowboard-Weltmeisterschaften 2013 im Stoneham errang sie den fünften Platz. Den 11. Platz erreichte sie bei den Olympischen Winterspielen 2014 in Sotschi. Im Januar 2015 holte sie bei den Snowboard-Weltmeisterschaften 2015 am Kreischberg die Silbermedaille auf der Halfpipe. Im folgenden Monat gewann sie ebenfalls Silber im Halfpipe-Wettbewerb bei der Winter-Universiade 2015 in Sierra Nevada. Bei den Snowboard-Weltmeisterschaften 2017 in der Sierra Nevada errang sie den 11. Platz in der Halfpipe und den zehnten Platz im Big Air. In der Saison 2017/18 erreichte sie, mit Platz drei in Laax und Platz eins in Snowmass, den zehnten Platz im Freestyle-Weltcup und den vierten Rang im Halfpipe-Weltcup. Bei den Olympischen Winterspielen 2018 in Pyeongchang wurde sie Siebte in der Halfpipe.
In der Saison 2018/19 kam Castellet in Laax auf den zweiten und in Calgary auf den ersten Platz und errang damit den fünften Platz im Freestyle-Weltcup und den zweiten Platz im Halfpipe-Weltcup. Zudem wurde sie bei der Winter Dew Tour in Breckenridge Dritte. Bei den Winter-X-Games 2019 holte sie die Silbermedaille. Anfang Februar 2019 belegte sie bei den Weltmeisterschaften in Park City den vierten Platz. In der folgenden Saison siegte sie in Copper Mountain und in Laax und errang damit den sechsten Platz im Freestyle-Weltcup und den dritten Platz im Halfpipe-Weltcup. Zudem wurde sie bei der Winter Dew Tour in Copper Mountain Dritte und bei den Burton US Open in Vail Achte. Bei den Winter-X-Games 2020 in Aspen gewann sie die Goldmedaille. In der Saison 2020/21 wurde sie bei den Winter-X-Games 2021 Fünfte und gewann bei den Snowboard-Weltmeisterschaften 2021 die Bronzemedaille. Zudem kam sie beim Weltcup in Aspen auf den zweiten Platz und errang den dritten Platz im Halfpipe-Weltcup. In der folgenden Saison errang sie mit zwei dritten Plätzen den vierten Platz im Halfpipe-Weltcup. Bei den Winter-X-Games 2022 und bei den Olympischen Winterspielen 2022 in Peking holte sie jeweils die Silbermedaille.
Castellet wohnt in ihrem katalanischen Heimatort Sabadell in der Nähe von Barcelona.

## Snowboard-Weltcup-Platzierungen
| Platzierung | Halfpipe | Slopestyle | Big Air | Snowboardcross | Gesamt |
| ----------- | -------- | ---------- | ------- | -------------- | ------ |
| 1. Platz    | 7        |            |         |                | 7      |
| 2. Platz    | 4        |            |         |                | 4      |
| 3. Platz    | 6        |            | 1       |                | 7      |
| Top 10      | 46       |            | 2       |                | 48     |
| Top 30      | 56       | 2          | 5       |                | 63     |
| Starts      | 56       | 3          | 5       | 2              | 66     |

(Stand: Saisonende 2024/25)